# Генерал от артилерията (Германия)
Генерал от артилерията е висше военно звание в Германската имперска армия, Райхсвера, Вермахта и длъжност в Бундесвера.

## История
В Германската имперска армия, Райхсвера и Вермахта, генерал от артилерията е второто най-високо звание, по-висше от генерал-лейтенант и по-низше от генерал-полковник.
В Бундесвера генерал от артилерията е длъжност заемана от висш офицер (обикновено бригаден генерал), който отговаря за обучението на войските и екипировката на артилерията.